# اوپن گروپ
اپن گروپ (به انگلیسی: The Open Group) فروشنده و کنسرسیوم صنعتی تکنولوژی-بی‌طرف است که در هم‌اکنون بیش از چهارصد سازمان در آن عضویت دارند. اپن گروپ در سال ۱۹۹۶ پس از این که اکس/اوپن با Open Software Foundation ادغام شد، پدید آمد. از جمله خدماتی که اپن گروپ ارائه می‌دهد عبارت اند از استراتژی، مدیریت، تحقیق و نوآوری، استانداردها، گواهی‌نامه و توسعه آزمایشی. اپن گروپ عمدتاً به خاطر صدور گواهی‌نامه علامت تجاری یونیکس و منتشر کردن استاندارد فنی مشخصه‌های یونیکس واحد شهرت دارد که مشخصه‌های یونیکس واحد، استاندارد پازیکس را گسترش می‌دهد و تعریف رسمی یک سیستم یونیکسی محسوب می‌شود. اوپن گروپ همچنین استاندارد TOFAG را هم توسعه و مدیریت می‌کند. اعضای اوپن گروپ شامل فروشندگان و خریداران فناوری اطلاعات و همین طور سازمان‌های دولتی نظیر کاپژمینی، فوجیتسو، اوراکل، هیتاچی، اچ‌پی، اوربوس سافتور، آی‌بی‌ام، ان‌ئی‌سی، ناسا، وزارت دفاع آمریکا و ...اند.